# In It for the Money
In It for the Money é o segundo álbum de estúdio da banda britânica de rock Supergrass, lançado em abril de 1997 pela Parlophone e com produção musical do próprio grupo em parceria com John Cornfield.
Mais sério e ambicioso em comparação ao projeto de estreia, o álbum foi um sucesso de crítica e conseguiu trazer vários singles notórios. Ficou em segundo lugar nas paradas de álbuns do Reino Unido.

## Faixas
1. "In It for the Money" – 3:05
2. "Richard III" – 3:13
3. "Tonight" – 3:09
4. "Late in the Day" – 4:43
5. "G-Song" – 3:27
6. "Sun Hits the Sky" – 4:55
7. "Going Out" – 4:16
8. "It's Not Me" – 2:56
9. "Cheapskate" – 2:43
10. "You Can See Me" – 3:40
11. "Hollow Little Reign" – 4:08
12. "Sometimes I Make You Sad" – 2:48